# Johan Gerard ten Houten
Johan Gerard ten Houten (Winterswijk, 17 april 1911 - Wageningen, 15 mei 1993) was een Nederlandse bioloog, plantenziekenkundige  en milieukundige.

## Jeugd en opleiding
Johan Gerard ten Houten werd in 1911 geboren in Winterswijk, in een bemiddeld gezin, met als vader de advocaat en latere bankdirecteur mr. Albertus Theodorus ten Houten (1877-1933) en als moeder Suzanna Boers (1873-1916); zijn vader hertrouwde in 1919 met Hillegonda Alberta Kouwenaar (1866-1948). Hij trouwde zelf in 1936 met de paleontologe dr. Anna Pannekoek (1909-2000), met wie hij verscheidene kinderen kreeg, dochter van prof. dr. Antonie Pannekoek (1873-1960) en zus van prof. dr. Antonie Johannes Pannekoek (1905-2000).
Hij was net als zijn vader geïnteresseerd in veldbiologie en werd lid van de Nederlandse Jeugdbond voor Natuurstudie. Ook studeerde hij biologie aan de Universiteit van Utrecht, waar hij in 1935 afstudeerde in de plantentaxonomie, met als bijvak plantenziektekunde.
Op het moment van afstuderen was het aantal banen voor biologen schaars en hij besloot te gaan werken bij Brocades in een commerciële functie. Vervolgens startte hij promotieonderzoek onder leiding van Johanna Westerdijk van de Universiteit van Utrecht dat in 1939 leidde tot het proefschrift Kiemplantenziekten van coniferen.

## Vroege loopbaan en oorlog
Na zijn dissertatie werkte hij als toegepast entomoloog bij het Koloniaal Instituut in Amsterdam en vanaf eind 1939 bij het bedrijf N.V. Javo. Hier was hij met name betrokken bij de bestrijding van ziekten en plagen van het vezelgewas Roselle in Java,  Indonesië.
In de Tweede Wereldoorlog werd hij gevangengenomen door de Japanners. In een van de kampen op de Molukken assisteerde hij de medische staf. Gevangenen moesten een landingsbaan voor de Japanners bouwen uit koraal. De gevangenen werden mishandeld, waren ondervoed en leden ze aan beriberi, wat hun zicht ernstig aantastte. Samen met  RAF-piloot Leslie Audus, heeft Ten Houten een gistkultuur kunnen kweken uit voedselresten.  Dit leverde de nodige vitamines (vit B) op voor de medegevangenen. Deze supplementen en een nieuwe latrine in zee om de uitbraak van dysenterie te stoppen, hielpen om het aantal doden te reduceren van 334 in 5 maanden naar 52 in de laatste 9 maanden.
Na de oorlog, in 1946, werd hij hoofd van de Biologische afdeling van de biocide-afdeling van de Shell-laboratoria in Amsterdam.

## Instituut voor Plantenziektenkundig Onderzoek
Op 1 september 1949 benoemde het bestuur van het nieuw opgerichte Instituut voor Plantenziektenkundig Onderzoek (IPO) in Wageningen Ten Houten tot directeur om het instituut vorm te geven. Hier zou hij tot 1974 blijven werken.
In de eerste jaren van zijn aanstelling verrichtte hij nog enig onderzoek, met name aan de plantenziekte die werd veroorzaakt door de schimmel Phytophthora. Zijn onderzoek en belangstelling beperkten zich niet tot de biologische kanten van plantenziektekundige thema’s, maar besloegen ook de sociale en economische kanten van de bestrijding. Na 1953 kreeg hij steeds meer aandacht voor de effecten van de luchtverontreiniging door de industrie.
In de periode 1959-1966 nam zijn belangstelling, en daarmee die van het instituut, ook voor meer algemene milieuvraagstukken toe. Na deze periode, vanaf ongeveer 1967, werd duidelijk dat deze koerswijziging terecht was geweest, gezien de groei van de milieuproblematiek. 
Vanwege zijn kennis op dit gebied werd Ten Houten in 1971 benoemd tot buitengewoon hoogleraar Milieuwetenschappen aan de Landbouwuniversiteit Wageningen, wat hij tot zijn emeritaat in 1976 bleef.

## Andere functies
Ten Houten vervulde tal van (andere) functies zoals:
- voorzitter van de werkgroep voor het aardappelcystenaaltje (Heterodera rostochiensis);
- voorzitter van de Nederlandse Werkgroep Geïntegreerde Ongediertebestrijding;
- secretaris van de  Adviescommissie Plantenziektebestrijding van het Ministerie van Landbouw;
- voorzitter van de Nederlandse Vereniging voor Plantenpathologie en van de Koninklijke Nederlandse Vereniging voor Landbouwwetenschappen (van 1951 tot 1957);
- voorzitter van de Vereniging Natuurmonumenten (van 1977 tot 1981);
- lid van Nationale Landbouwkundig Onderzoeksraad TNO (van 1971-1974);
- secretaris-generaal van de Internationale Vereniging voor Plantenpathologie (van 1968-1973).